# ГЕС Файстриц-Лудмансдорф
ГЕС Файстриц-Лудмансдорф — гідроелектростанція на річці Драва у австрійській провінції Каринтія. Входить до складу дравського каскаду Австрії, знаходячись між електростанціями Розегг-Сент Якоб (вище по течії) та Ферлах-Марія Райн.
Будівництво електростанції розпочалось у 1965 році та завершилось введенням в експлуатацію у 1968-му. Драва була перегороджена бетонною греблею висотою 38 метрів та довжиною 95 метрів. Створений греблею підпір призвів до появи витягнутого у міжгірській котловині водосховища із площею поверхні 3,3 км2 та об'ємом 50 млн м3, що потребувало спорудження дамб загальною довжиною 15 км. Для відкачування води, яка фільтрується через перепони, встановлено три насосні станції.
У правобережній частині греблі обладнано три водопропускних шлюзи, а біля лівого берегу розміщено машинний зал із двома турбінами типу Каплан, виготовлених компаніями Chamilles Maschinenbau та Voest Alpine. Генератори для ГЕС поставлені компанією AEG. В підсумку при напорі у 27 метрів це забезпечує річне виробництво на рівні 351 млн кВт-год.
Видача продукції відбувається по ЛЕП, що працює під напругою 220 кВ.
У 2007 року на станції обладнано диспетчерський центр, з якого відбувається дистанційне управління десятьма електростанціями дравського каскаду.
Станом на середину 2010-х років планувалось спорудити спеціальні канали для пропуску риби та відновлення природної біосфери річки.
Окрім забезпечення виробництва електроенергії, гребля виконує протипаводкові функції.